# Hewelsfield Motte
Hewelsfield Motte är ett slott i Storbritannien.   Det ligger i grevskapet Gloucestershire och riksdelen England, i den södra delen av landet, 170 km väster om huvudstaden London. Hewelsfield Motte ligger 207 meter över havet.
Terrängen runt Hewelsfield Motte är kuperad åt sydväst, men åt nordost är den platt. Hewelsfield Motte ligger uppe på en höjd. Runt Hewelsfield Motte är det tätbefolkat, med 476 invånare per kvadratkilometer. Närmaste större samhälle är Dursley, 19,3 km öster om Hewelsfield Motte. 